# Georges Martin
Georges Martin (La Ferté-Alais, 14 marzo 1930 – Les Sables-d'Olonne, 28 luglio 2017) è stato un ingegnere francese noto per aver progettato i motori Poissy per la SIMCA ed i motori V12 Matra utilizzati nelle competizioni.

## Biografia
Georges Martin dovette attendere la fine della seconda guerra mondiale per poter frequentare le scuole superiori, ed in particolare frequentò il Liceo Henri IV di Parigi. Continuò studiando ingegneria alla Ecole des Travaux Publics, dove riuscì a laurearsi nel 1957. Martin entrò alla Simca nel 1959, dove apprese le problematiche inerenti alla progettazione e allo sviluppo di auto popolari di grande serie, in contrapposizione alla progettazione di motori da competizione (suo futuro impiego), dove ci si preoccupa di meno dei costi di produzione. Nell'ufficio progettazioni della Simca egli concepì il motore Poissy, o meglio, il capostipite di una grande famiglia di motori nota come motori Poissy. Questi motori equipaggiarono modelli famosi e di grande diffusione come la Simca 1000 e la Simca 1100 e furono caratterizzati da una particolare affidabilità, oltre che da una brillantezza e da doti di erogazione notevoli in rapporto alla loro cilindrata. Erano però caratterizzati anche da una certa rumorosità nella distribuzione. Il ticchettio tipico di questi propulsori era dato dal previsto gioco, a tutela delle valvole, tra le aste ed i bilancieri, visto che erano motori con distribuzione ad aste e bilancieri e, per antonomasia, questi ultimi (visto che le aste servono proprio per trasmettere) non necessitano che il moto, dall'albero motore alla distribuzione, venga distribuito da nessuna cinghia, catena o cascata di ingranaggi.
Alla fine del 1966 Georges Martin passò alla Matra grazie ad un suo vecchio collega, ossia Philippe Guédon (in seguito divenuto presidente della Matra), anch'egli già alla Simca e già da tempo passato alla Casa di Romorantin. Giungendo alla Matra, Martin non ebbe la minima idea di ciò che i vertici si aspettavano da lui. Fu l'allora presidente Jean-Luc Lagardère che gli annunciò che avrebbe lavorato per le competizioni in Formula 1 e che avrebbe dovuto progettare un motore V12 da impiegare nella massima serie automobilistica oltre che nelle gare di durata. L'obiettivo prefissato fu di realizzare un motore della potenza specifica di 150 CV/litro. Tale propulsore, con varie evoluzioni, regalerà molte soddisfazioni per oltre un decennio alla Matra, tra cui tre vittorie consecutive alla 24 Ore di Le Mans (1972, 1973, 1974), due titoli mondiali nei Campionati mondiali Sport Prototipi degli anni 1973 e 1974 e diverse vittorie in Formula 1.